# Hausvogteiplatz
Der Hausvogteiplatz liegt im Berliner Bezirk Mitte an der Schnittstelle zwischen Friedrichswerder und Friedrichstadt. Es handelt sich um einen relativ kleinen, schräg dreieckigen Platz, der auf ehemaligen Festungsanlagen entstand. Im 17. und beginnenden 20. Jahrhundert gewann er überregionale Bedeutung als Zentrum der Berliner Konfektionsindustrie. Ein Teil der Bebauung steht unter Denkmalschutz. Auf dem Platz befindet sich das Denkzeichen Modezentrum Hausvogteiplatz.

## Bezeichnungen des Platzes, Erschließung
Der Platz trug von etwa 1740 bis 1750 den Namen Quarree, von 1750 bis 1789 den Namen Jerusalemsplatz, zu der hier beginnenden Jerusalemer Straße. 1789 erhielt er seinen heutigen Namen, den er dem königlichen Hofgericht verdankt, das 1750 unter Friedrich II. (Friedrich dem Großen) an die Ostseite des Platzes verlegt worden war – der Hausvogtei.
Noch bis ins späte 19. Jahrhundert wurde der Platz im Volksmund Schinkenplatz genannt, wegen der Form seines Grundrisses, weil hier Fleisch verkauft wurde und/oder deswegen, weil in der Gegend „unehrbare Frauen“ wohnten, die in der derben Umgangssprache als „Schinken“ (angelehnt an das jiddische Wort Schickse) bezeichnet wurden.
Die Bezeichnung legt aber auch nahe, dass sie von der benachbarten Schinkenbrücke abgeleitet wurde.
Zwei ihn südwestlich und südöstlich begrenzende Straßen tragen auch die Bezeichnung Hausvogteiplatz. Im Übrigen liegt eine abgetrennte Grünfläche von etwa 160 Quadratmetern Grundfläche südwestlich des eigentlichen Platzes und wird ebenfalls Hausvogteiplatz genannt.
Die U-Bahn-Linie 2 hält unter dem Platz am U-Bahnhof Hausvogteiplatz.

## Geschichte

### 17. und 18. Jahrhundert

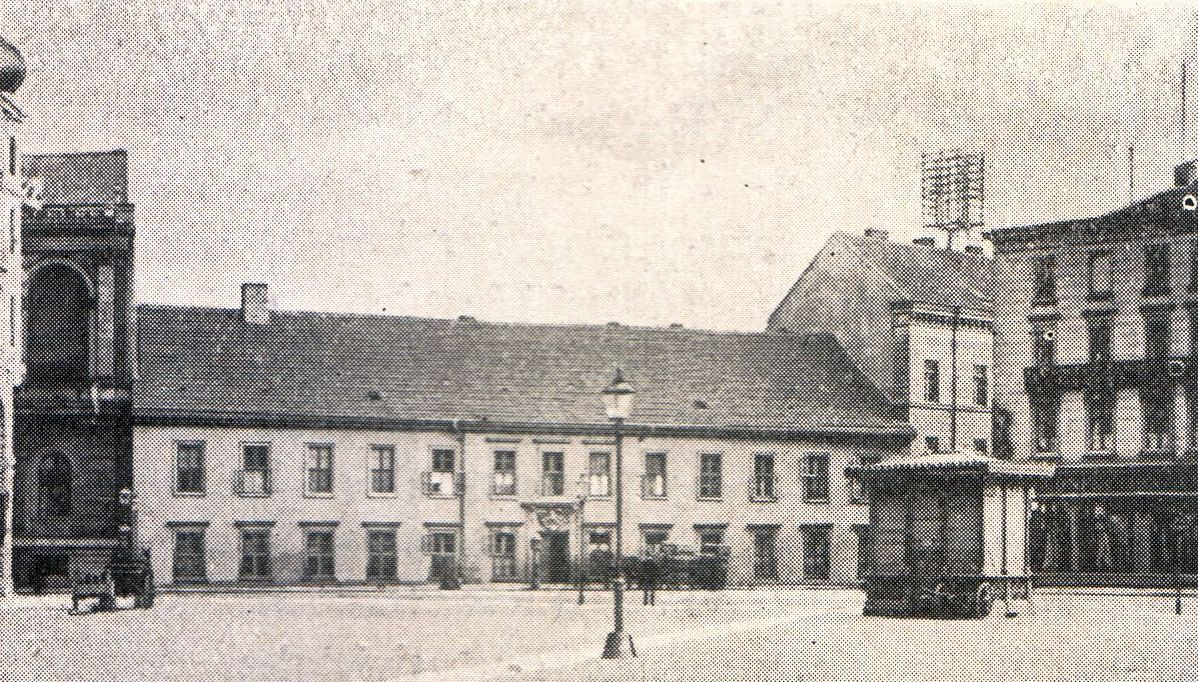
Alte Hausvogtei, erbaut 1750, abgerissen im Herbst 1891

Unter dem Großen Kurfürsten Friedrich Wilhelm wurde Berlin seit 1657 zur Festung ausgebaut, mit acht Meter hohen Wällen, einem breiten, wassergefüllten Graben und 13 Bastionen. Zwischen den Bastionen III und IV lag das Leipziger Tor, der südwestliche Hauptzugang zur Stadt. Noch während des Festungsbaues entwickelten sich Siedlungen außerhalb der Befestigungslinien, der Verkehr zwischen diesen Vorstädten und der Residenz nahm schnell zu, die Festungsanlagen erwiesen sich als hinderlich, ihr Verteidigungswert als fragwürdig. Schon 1733 wurde begonnen, die Wälle teilweise niederzulegen und den Festungsgraben aufzufüllen. Über der früheren Bastion IV entstand der Spittelmarkt, auf dem Gelände der ehemaligen Bastion III der Hausvogteiplatz.

### 19. Jahrhundert

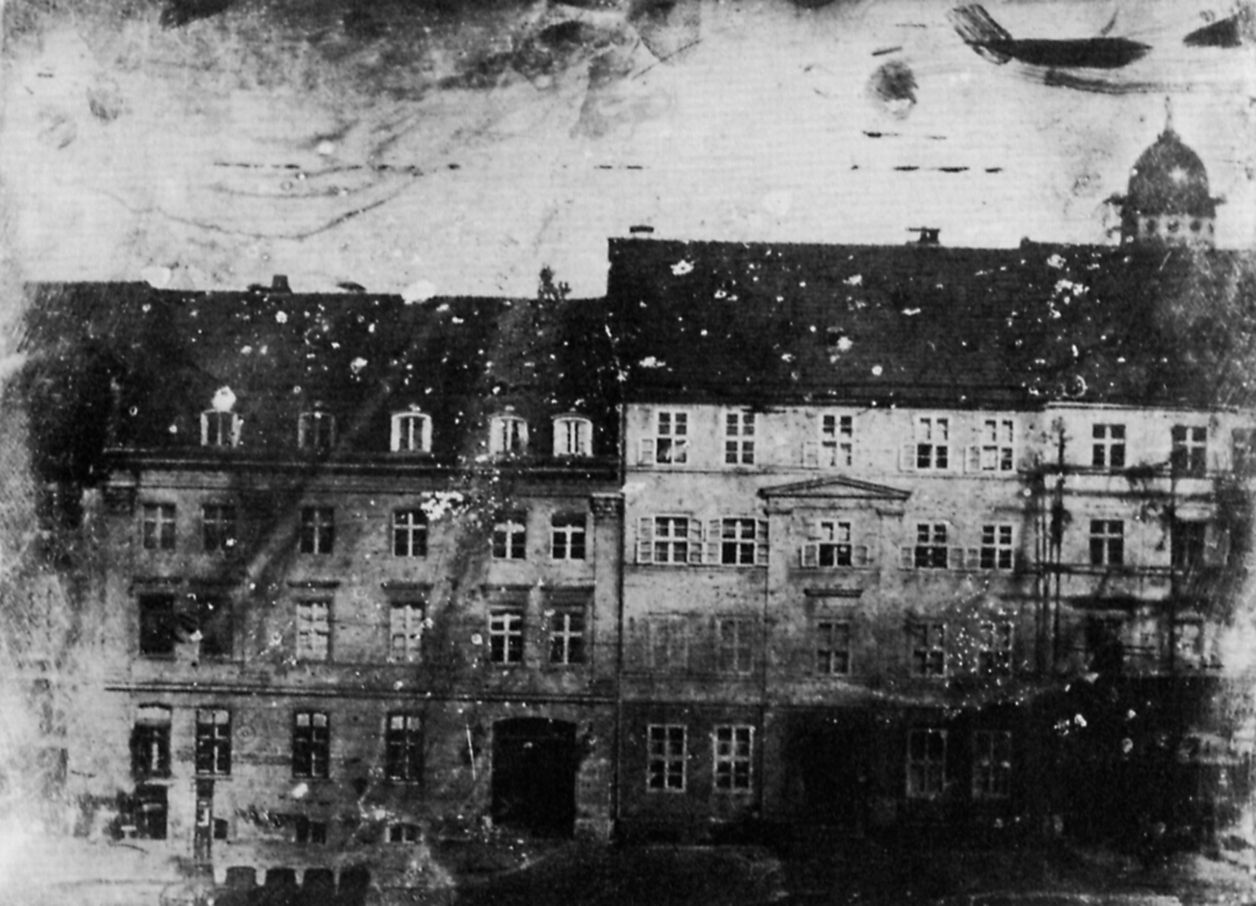
Hausvogteiplatz, 1840

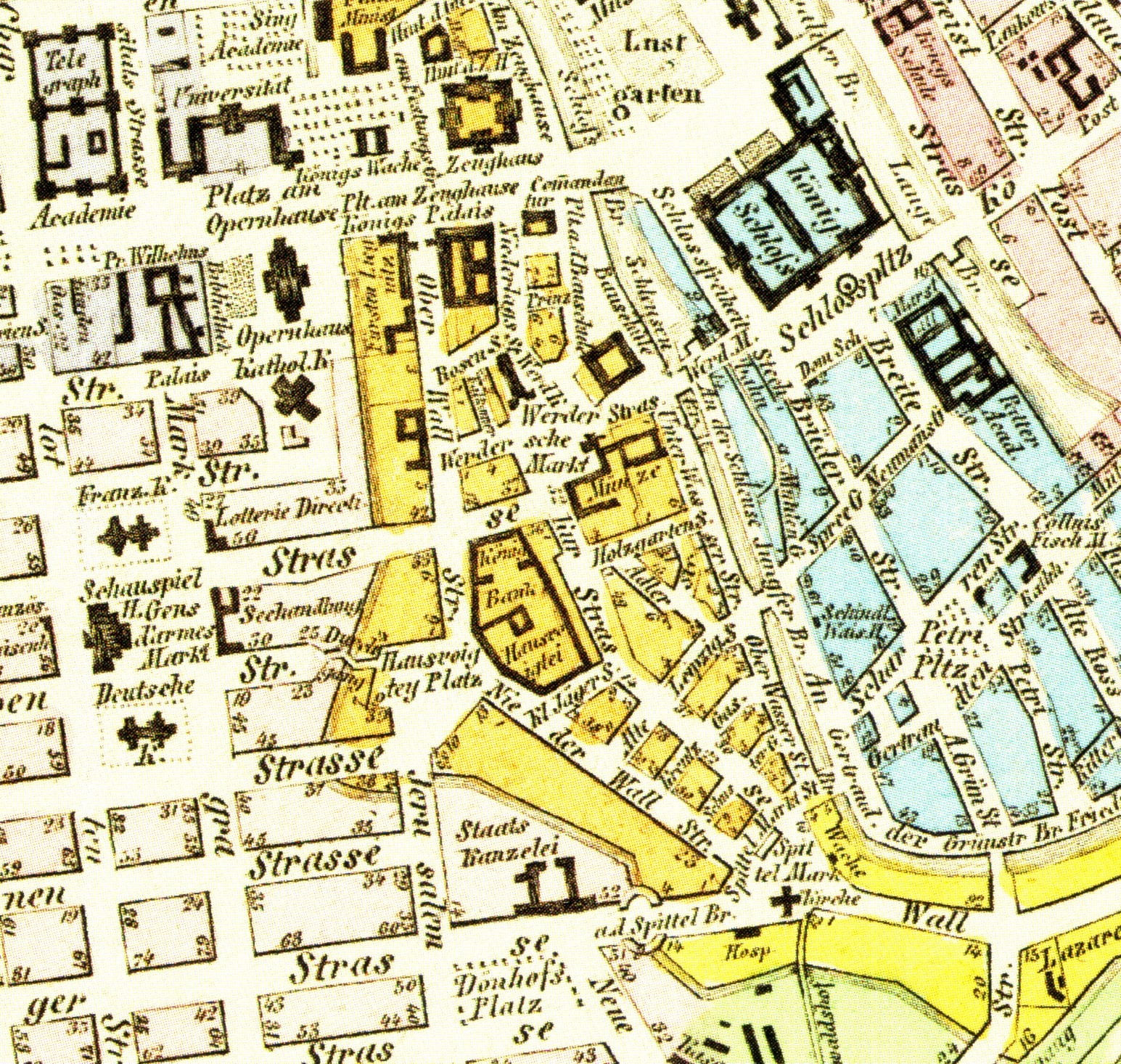
Stadtplan von Berlin, 1847, Ausschnitt

Auf einem Stadtplan von 1847 – der historische Stadtteil Friedrichswerder mit dem Hausvogteiplatz ist hier gelb eingefärbt – sind die Positionen der ehemaligen Wälle und der dreieckig vorspringenden Bastionen am Verlauf der westlichen Stadtteilgrenze noch deutlich zu erkennen.
Die von Gottfried Carl Nauck (1764–1835) gegründete Buchhandlung hatte am Hausvogteiplatz 1 ihren Sitz. Bis Mitte des 19. Jahrhunderts befand sich auch das Hausvogtei-Gefängnis am Hausvogteiplatz. Hier wurden im Verdachtsfall Personen inhaftiert, die der Hofgerichtsbarkeit unterstanden, also Bedienstete und Handwerker des königlichen Hofes und die Bewohner des Stadtteils Friedrichswerder. Außerdem war das Gefängnis zuständig für die Berliner Juden. Eine Redewendung jener Zeit warnte: „Wer die Wahrheit weiß und saget sie frei, der kommt in Berlin in die Hausvogtei.“
Im Jahr 1853, auf dem Höhepunkt der Reaktion in Preußen, wurde auf dem Hausvogteiplatz noch eine Frau wegen Meineids an den Pranger gestellt: „[…] als es uns auffiel, dass sich vor der Hausvogtei eine neugierige Menschenschar unruhig vor etwas herumdrängte. Wir beschleunigten unsere Schritte und erblickten nun eine schon ziemlich bejahrte, korpulente Frau, mit den Händen rücklings an einen Pfahl gebunden, über dem zu lesen war: ‚Wegen Meineid‘. Man schrieb damals 1853. Es war also ein auf der Höhe der Reaktion gemachter Versuch, die mittelalterliche Strafe des Prangers wieder einzuführen. Als wir um zwölf Uhr auf dem Rückwege an derselben Stelle standen, war das uns Jungen natürlich sehr interessierende Schauspiel bereits von der Bildfläche verschwunden. Die Regierung hatte wohl eingesehen, dass sie nach 1848 so etwas den Berlinern nicht mehr bieten durfte.“
Angelegt war der Platz als befestigter Stadtplatz ohne Schmuck und Vegetation. Zu einem nicht genau feststellbaren Zeitpunkt in der Mitte des 19. Jahrhunderts erhielt er eine Brunnenanlage – sie erscheint erstmals auf einer Karte von 1852. Im Juni 1857 wurde Peter Joseph Lenné mit einem Entwurf für gärtnerischen Schmuck beauftragt, lehnte aber zunächst ab, weil ihm die Bedingungen, die er vorfand, „für dergl. Pflanzungen nicht geeignet“ schienen. Schließlich zeichnete Lenné doch einen Plan, der „den Brunnen als Mittelpunkt nehmend, darauf abzielt, diesem Platz die Zierde anmutigen Grüns zuzuwenden“ und in dem er die beabsichtigten gartenarchitektonischen Details genau beschrieb. Dieser Plan wurde allerdings nicht ausgeführt. Neue Diskussionen über die Gestaltung des Platzes begannen erst wieder 1875, als über eine veränderte Straßenführung am Hausvogteiplatz gesprochen wurde.

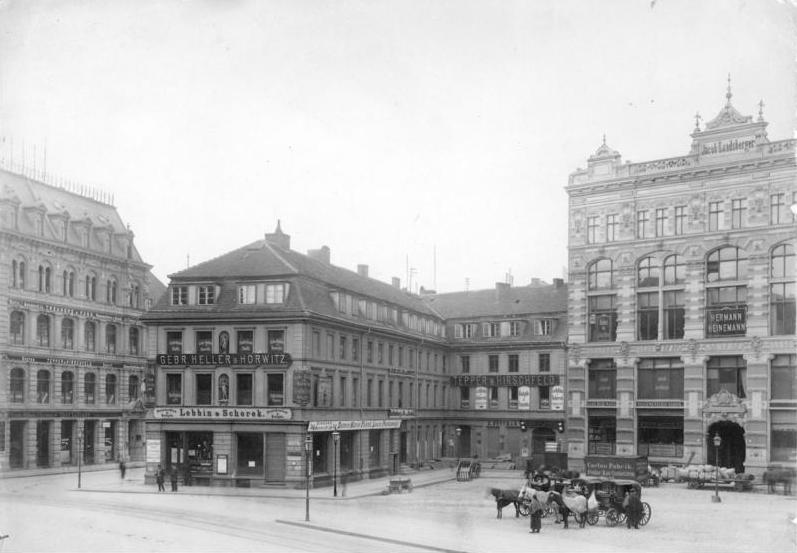
Hausvogteiplatz, 1889

Inzwischen hatte sich rings um den Platz die Konfektionsindustrie entwickelt. 1891 wurde die alte Hausvogtei abgerissen, das Grundstück zur Erweiterung der anliegenden Reichsbank genutzt. Als Platzrandbebauung entstanden zunehmend vierstöckige Gebäude, wichtige Zeugnisse für die Architektur des späten 19. Jahrhunderts. Die Geschäftshäuser mit den Hausnummern 3–4, 8–9 und 12, alle in den 1890er Jahren gebaut, sowie das 30 Jahre später entstandene Haus Nr. 1 stehen unter Denkmalschutz. In den Jahren 1877/80 und 1885 wurden verschiedene Pläne für die Neugestaltung des Platzes ausgearbeitet. Die Inhaber der umliegenden Geschäfte sprachen sich gegen die Bepflanzung aus – sie befürchteten, Bäume würden den ungehinderten Blick auf ihre Firmenschilder versperren. Freilich gab es zunächst gar keine Finanzmittel für die geplanten Veränderungen, erst 1890 konnte an der Grünanlage weiter gearbeitet werden. Das damalige Ergebnis: eine dreieckige Rasenfläche, bepflanzt mit Bäumen und Sträuchern, am Rande zwei halbrunde Bänke, im Zentrum der Springbrunnen.

### 20. Jahrhundert

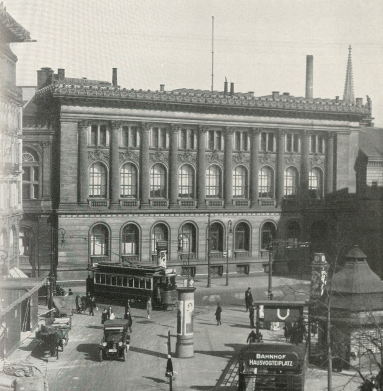
Mario von Bucovich: Hausvogteiplatz 1928

Diese Platzgestaltung hatte nur für kurze Zeit Bestand. Für den Neubau der heutigen U-Bahn-Linie 2 musste 1906 der halbe Platz aufgerissen werden, alle Bäume fielen den Bauarbeiten zum Opfer, nur der Springbrunnen blieb übrig. Danach wurde die Mittelinsel des Platzes nach Norden erweitert, um den U-Bahn-Eingang zu integrieren. Die neue gärtnerische Gestaltung, von der Park-Deputation 1908 beschlossen, sah einen zentralen Kiesplatz vor, darin den Brunnen, von einem Rasenstreifen und Blumen eingefasst, außen einen Kreis von Bäumen und einige nunmehr gerade Bänke. Obergärtner Diekmann hatte der Park-Deputation geschrieben: „[…] die früheren halbrunden Bänke sind verfault […] ich bitte sehr ergebenst um Zustellung von sechs Bänken“.
In dieser Form überdauerte der Hausvogteiplatz bis weit in den Zweiten Weltkrieg. Auf einer Luftaufnahme von 1943 erscheint er noch unbeschädigt. Dagegen sind auf einem Foto von 1945 verheerende Kriegsschäden zu erkennen – ein großer Teil der umliegenden Häuser und auch der Platz selbst sind zerstört. Der U-Bahn-Schacht ist großflächig aufgerissen, so dass die Gleise freiliegen. Ein einzelner Baum, eine Linde, überstand den Krieg und – zumindest ebenso bemerkenswert – auch die strengen Nachkriegswinter, in denen alle Berliner Parkanlagen weitgehend abgeholzt und verfeuert worden waren. In den unmittelbar folgenden Jahren diente der Platz als Abladefläche für Trümmerschutt. Nachdem die Aufräumarbeiten beendet waren, entstanden in den 1950er Jahren wieder erste gärtnerische Anlagen, die historische Linde wurde in die Bepflanzung integriert, der zerstörte Brunnen aber nicht wiederhergestellt. Weitere Umgestaltungen ergaben sich in den Jahren 1962/63 und 1983, dabei erhielt die ganze Fläche des Platzes einen Belag aus bunten Müggelheimer Kunststeinplatten.
Der Hausvogteiplatz liegt in jenem Teil Berlins, der bis 1990 zur DDR gehörte. Nach der Deutschen Wiedervereinigung wurden 1991 vorübergehend Pläne erörtert, den Platz wieder zum Textil- und Modezentrum zu entwickeln. An den inzwischen veränderten Bedingungen in der Konfektionsbranche scheiterten solche Absichten.
Eine grundlegende Veränderung begann im Jahr 1997 mit einem Gutachten zur Entwicklungsgeschichte des Hausvogteiplatzes, in Auftrag gegeben durch das Landesdenkmalamt Berlin und die Deutsche Stadtentwicklungsgesellschaft. Nach Auswertung des Gutachtens, in dem der Platz als „Traditionsinsel“ bewertet wird, entschied sich der Senat dafür, ihn auf der Grundlage des einfach strukturierten, städtebaulich überzeugenden Entwurfs von 1908 wiederherzustellen; Planungselemente von Lenné sollten dabei berücksichtigt werden. Im Herbst 2001 war der Platzbereich zusammen mit den angrenzenden Straßen fertiggestellt. Die Wiederherstellung des Brunnens dauerte etwas länger. Bei archäologischen Grabungen wurde der Sockel des Bassins von 1890 freigelegt. Dem Original entsprechend erhielt das flache Becken einen neu angefertigten Rand aus Sandstein. Die Fontäne erhebt sich aus einem Kranz von Akanthusblättern. Diese Blätterkrone aus Bronzeguss ist eine verkleinerte Nachbildung der Originale in den historischen Brunnen am Pariser Platz.
Zur Brunnentaufe des wieder ins Leben gerufenen Brunnens am 20. Juni 2003 war als mediale Attraktion Anita Ekberg geladen. Mit einer Badeszene im Trevi-Brunnen beim Spielfilm La dolce vita (1960) war sie zu Weltruhm gekommen und warf hier die ersten Münzen in das Hausvogtei-Brunnenbecken wie schon bei anderen Einweihungen von europäischen Brunnen.

### 21. Jahrhundert
In den folgenden Jahren entstanden repräsentative Neubauten, Bestehendes wie das denkmalgeschützte Haus zur Berolina wurde aufwändig modernisiert. Hier konnten jüdische Traditionen des Platzes wiederbelebt werden: seit Dezember 2003 wird an dieser Stelle die Jüdische Allgemeine herausgegeben. Sie ist die einzige überregionale jüdische Wochenzeitung Deutschlands und steht in der Tradition der 1837 gegründeten Allgemeinen Zeitung des Judenthums aus dem Rudolf-Mosse-Verlag. Im November 2015 eröffnete der traditionsreiche Berliner Herrenausstatter BECON Berliner Konfektion GmbH im Erdgeschoss des Hauses zur Berolina ein Einzelhandelsgeschäft, unmittelbar vor der Statue der Tanzenden Berolina, geschaffen vom Künstler Axel Anklam.
Seit Frühjahr 2005 befand sich am Hausvogteiplatz 3 ein Informationszentrum zum Wiederaufbau des Berliner Schlosses und der Wiedererrichtung seiner Barockfassade, betrieben vom Förderverein Berliner Schloss unter Leitung von Wilhelm von Boddien. Dieses Informationszentrum zog 2011 bis zur Einweihung des Schloss-Nachbaus in die Humboldt-Box am Schlossplatz.

## Konfektionsstandort
Am Hausvogteiplatz und in den angrenzenden Straßen der historischen Stadtteile Alt-Cölln, Friedrichswerder und Friedrichstadt entwickelte sich im 19. Jahrhundert ein Zentrum des Textil- und Pelzhandels und der Konfektionsindustrie. Als Anfangsdatum gilt das Jahr 1837, in dem die Brüder David, Moritz und Valentin Manheimer ihre Firma gründeten. Weitere Unternehmer der frühen Jahre, später bekannte Fabrikanten und Kaufleute, waren neben anderen David Leib Levin, Rudolph Hertzog und Herrmann Gerson. Gerson hatte 1836 mit einem Textilhandel angefangen, 1841 mit der Herstellung und dem Verkauf von Konfektionskleidung begonnen und zog 1848 zum Werderschen Markt in der Nähe des Hausvogteiplatzes. Bald besaß er das größte Unternehmen dieser Art in Berlin, mit seinen Angeboten im Luxussegment wurde er Hoflieferant, Adlige und Bankiers gehörten zu seinen Kunden. Wie Gerson zeigte, war Konfektion zwar in den meisten Fällen Massenware bestenfalls durchschnittlicher Güte zu erschwinglichen Preisen, sie konnte aber auch höchste Qualität von individuellem Zuschnitt in geringen Stückzahlen liefern.
Um 1860 hatten sich rund um den Hausvogteiplatz 20 Konfektionsfirmen angesiedelt, zehn Jahre später waren es doppelt so viele. Schon 1875 wurde nach Holland, England, Schweden, der Schweiz und in die USA exportiert. Um die Jahrhundertwende lebte das ganze Stadtviertel von der Textilbranche. Die eigentliche Herstellung wurde auf etwa 600 selbstständige Subunternehmer verteilt, die so genannten Zwischenmeister, für die in den Mietskasernen des Berliner Nordens und Ostens etwa 100.000 Frauen unter oft bedrückenden Bedingungen in Heimarbeit nähten. Seit Ende des 19. Jahrhunderts bis zumindest in die 1930er Jahre trafen sich die Stoffvertreter um die Mittagszeit im Café Schiller, die Chefs und die leitenden Mitarbeiter tauschten bei „Reimann“ die neuesten Nachrichten aus.
Die ökonomisch erfolgreichste Zeit endete mit dem Ersten Weltkrieg. Danach waren vor allem die Märkte außerhalb Deutschlands verloren, die Umsätze gingen deutlich zurück. Aber noch in den Goldenen Zwanzigern beeinflussten die Entwürfe der Berliner Damenkonfektion maßgeblich die internationale Modeszene. Die Fachzeitschrift Der Konfektionär zählte 1927 mehr als 800 Betriebe der Damenoberbekleidung in der Hauptstadt. Nach wie vor war der Hausvogteiplatz das Zentrum der Branche.
Die Textilbetriebe waren seit jeher überwiegend in jüdischem Besitz, auch unter den Angestellten waren viele Juden. Das hatte vor allem historische Gründe. Über Jahrhunderte war den Juden die Ausübung der meisten Berufe untersagt worden, eine der wenigen erlaubten Tätigkeiten bestand im ambulanten Handel mit alten Kleidern, Kurzwaren und dergleichen. Als seit dem 18. Jahrhundert diese Restriktionen nach und nach gelockert wurden, blieben viele Händler im vertrauten Geschäftsbereich, eröffneten Läden und begründeten schließlich mit ihren Betrieben in der Umgebung des Hausvogteiplatzes die international erfolgreiche Berliner Konfektion.

## Denkzeichen
Im Jahr 1933, mit der Machtübernahme durch die antisemitische nationalsozialistische Partei Adolf Hitlers, begann in Deutschland die systematische Verfolgung der Juden von Staats wegen. Die Konfektionsbetriebe in jüdischem Besitz waren von Anfang an Ziel massiver Diskriminierungen und Behinderungen. Verleumderische Artikel und Karikaturen in der gleichgeschalteten Presse machten Stimmung gegen die Juden. Boykottwachen uniformierter SA-Leute vor den Ladentüren bedrohten potenzielle Kunden. Die Umsätze der ganzen Branche brachen dramatisch ein. Manche Details wirken aus späterer Sicht bizarr: 1936 geriet das Wort „Konfektion“ auf eine Verbotsliste; für Damenunterwäsche wurde mit dem Hinweis geworben, sie sei „garantiert arisch“. Immer neue Verordnungen und Erlasse behinderten die Geschäftstätigkeit. Fabrikanten und Geschäftsinhaber wurden so gezwungen, ihre Betriebe weit unter Wert an „arische“ Angestellte oder Konkurrenten zu verkaufen, viele verließen das Land. Wer dazu nicht bereit oder nicht in der Lage war, geriet in Gefahr, wenig später in ein Vernichtungslager deportiert zu werden. 4000 Juden aus dem Berliner Bekleidungsgewerbe wurden dort ermordet.
Eine 1992 gegründete Initiativgruppe engagierter Intellektueller setzte sich für ein Denkmal ein, das am Hausvogteiplatz an die Verfolgung jüdischer Mitbürger während der Zeit des Nationalsozialismus erinnern soll. Zunächst wurde 1994 eine provisorische Informationssäule aufgestellt. Den 1995 ausgelobten begrenzten künstlerischen Wettbewerb gewann der Berliner Rainer Görß, die Jury schlug seine Arbeit der Senatsverwaltung für Stadtentwicklung zur Ausführung vor. Am 10. Juli 2000 übergab der zuständige Senator Peter Strieder das fertiggestellte Denkzeichen Modezentrum Hausvogteiplatz der Öffentlichkeit. Die Gesamtkosten betrugen 180.000 Mark und wurden aus dem Etatposten „Kunst im Stadtraum“ finanziert.
Das Denkmal besteht aus zwei Komplexen. Vor dem östlichen Zugang zur U-Bahn steht eine Gruppe von drei schmalen, rechteckigen, leicht nach innen geneigten Flächen aus verspiegeltem Edelstahl, zum offenen, begehbaren Dreieck angeordnet und 2,70 Meter hoch. Sie erinnern an Ankleidespiegel, wie sie in der Modebranche üblich sind. Die ebenfalls verspiegelten Innenseiten bewirken eine labyrinthische, vielfach gebrochene Wiedergabe des Betrachters und der Umgebung. In den Boden des Innenraumes sind drei metallene Texttafeln eingelassen, die über die Bedeutung und das Schicksal der jüdischen Unternehmer und Angestellten informieren, die hier tätig waren. Der zweite Teil des Denkmals nennt auf den Stufen des U-Bahn-Zugangs in einer Kombination aus Text- und Spiegelflächen Namen und Daten jüdischer Modefirmen; Leerfelder deuten an, dass die Informationen lückenhaft bleiben müssen.
Ein weiterer Hinweis zum Schicksal jüdischer Anwohner während der Zeit des Nationalsozialismus findet sich auf einer Gedenktafel im Haus Markgrafenstraße 36.

## Film
- Berlin-Hausvogteiplatz. Dokumentarfilm, Deutschland, 1994, 43:30 Min., Buch und Regie: Dora Heinze, Kamera: Diethelm Trapp, Produktion: SFB, rbb; Inhaltsangabe (PDF; 0,5 MB) netzwerk-mode-textil.de.